# Albenzio Perrone
Albenzio Gaspare Raffaele Perrone (Marselha, 1 de setembro de 1906 – Rio de Janeiro, 7 de julho de 1974) foi um cantor italiano nascido na França e radicado no Brasil desde 1912.
Era filho de pais italianos. Apresentou-se em vários estados brasileiros, dedicando canções napolitanas, árias e operetas. Dedicou a cantar depois que abandonou a medicina. Em 1927, atuou como speaker na Rádio Clube do Brasil (PRAB), foi onde começou sua carreira artística.

## Discografia
- (1995) Músicas Brasileiras, vol 4
- (1995) No Tempo da Seresta, vol 2
- (1995) Valsas Brasileiras, vol 2
- (1955) E o Destino Desfolhou/Se Amar Fosse Pecado
- (1954) Tenho Ciúme/Cansei de Esperar
- (1954) O amor é Assim/Minha Ilusão
- (1946) No Outono da Vida/Meu Triste Carnaval
- (1940) Lição de Amor/Última Ilusão
- (1939) A vigília da Lâmpada/Queixas de Um Coração
- (1938) Apoteose de Estrelas/Quando o Amor Chega ao Fim
- (1938) Se Esses Olhos Falassem/Por Amor ao Meu Amor
- (1937) Suave Poema de Amor/Se Me Falta o Seu Amor
- (1933) Melhor Amor/Por Quê
- (1931) No altar do nosso amor/Alma Descrente
- (1931) Viola Triste/Amar e Sofrer
- (1930) Tenho Desejo/Doce Enlevo
- (1930) Rancho Abandonado/Viola Chorosa
- (1930) Despedida
- (1930) Viver de Amor/Teus Olhos
- (1929) Meu Choro
- (1929) A Moreninha do Meu Bairro/No Cabaret
- (1927) Paraguayta/Pecado